# Центральная избирательная комиссия Российской Федерации
Центральная избирательная комиссия Российской Федерации (ЦИК России, разг. также Центризбирком) — федеральный государственный орган Российской Федерации, формируемый в соответствии с избирательным законодательством, организующий проведение выборов и референдумов в стране. Действует независимо от других органов государственной власти в пределах своей компетенции. С 1995 года ЦИК России состоит из 15 членов, из которых 5 назначаются президентом России, 5 — Советом Федерации, 5 — Государственной думой. Срок полномочий ЦИК России составляет 5 лет. ЦИК России является государственным коллегиальным органом, но не относится ни к одной из трёх основных ветвей власти, наделён правовым статусом юридического лица и действует на постоянной основе. Комиссия имеет контрольно-ревизионную службу, аппарат, совещательные и консультативные органы. При ЦИК России организован Федеральный центр информатизации, обеспечивающий создание и эксплуатацию Государственной автоматизированной системы Российской Федерации «Выборы». ЦИК России принимает решения на заседаниях большинством голосов. При организации и проведении федеральных референдумов и федеральных выборов (выборы президента РФ, выборы депутатов Государственной думы) является вышестоящей комиссией по отношению ко всем избирательным комиссиям, участвующим в организации выборов. ЦИК России осуществляет контроль за соблюдением избирательных прав граждан страны, обеспечивает подготовку и проведение выборов и референдумов, организует их финансирование и контролирует распределение бюджетных средств, осуществляет иные полномочия.
Действующий состав ЦИК России сформирован в марте 2021 года, до этого комиссия формировалась в 1993, 1995, 1999, 2003, 2007, 2011 и 2016 годах. Штатная численность аппарата ЦИК России на 2017 год составляла 277 работников.
Находится под международными санкциями 27 стран ЕС, США, Канады, Швейцарии.

## Символика
Вечевой колокол символизирует верховную власть народа и всеобщность выборов в России, а его серебряный цвет обозначает обязанность ЦИК России обеспечивать чистоту и прозрачность выборов. Тип короны, венчающей колокол, указывает на всероссийский масштаб деятельности комиссии. Федеральный статус ЦИК России как государственного органа подчеркивают также российский государственный орёл в роли щитодержателя, а также расцветка герба: червлень (красный цвет), золото и серебро – главные гербовые цвета Российской Федерации. В лапах орла – шары для голосования: черный и белый (геральдически – серебряный).
Герб и эмблема утверждены постановлением ЦИК РФ от 9 декабря 2009 года № 184/1294-5.

## История
В 1917—1918 гг. существовала Всероссийская по делам о выборах в Учредительное собрание комиссия, на Дальнем Востоке в 1920—1922 гг. — Центральная избирательная комиссия по выборам в Народное Собрание, 1937—1989 гг. Центральная избирательная комиссия по выборам в Верховный Совет РСФСР, в СССР в этот же период — Центральная избирательная комиссия по выборам в Верховный Совет СССР (в 1988-1991 - ...по выборам народных депутатов СССР), в 1989—1993 гг. Центральная избирательная комиссия по выборам народных депутатов РСФСР, в 1993—1995 гг. — Центральная избирательная комиссия по выборам депутатов Государственной Думы Федерального Собрания РФ.
Центральная избирательная комиссия по выборам в Государственную думу образована указом президента РФ Бориса Ельцина от 24 сентября 1993 года. Первый состав комиссии — 20 человек, — был утверждён главой государства 29 сентября 1993 года. Десять из них — по предложению региональных парламентов, десять — органов исполнительной власти субъектов РФ. Обязательным условием являлось наличие у претендентов высшего юридического образования либо ученой степени в области права (затем, с 2007 года требовалось высшее образование).
После проведения парламентских выборов в декабре 1993 года ведомство было переименовано в Центральную избирательную комиссию России.

## Список председателей ЦИК России
| № | Имя                              | Изображение | Президент                                      | Годы руководства | Годы руководства | Голосования |
| № | Имя                              | Изображение | Президент                                      | Начало           | Конец            | Голосования |
| - | -------------------------------- | ----------- | ---------------------------------------------- | ---------------- | ---------------- | --- |
| 1 | Николай Тимофеевич Рябов         |             | Борис Ельцин                                   | 24 сентября 1993 | 14 ноября 1996   | Всенародное голосование по Конституции России (1993) Выборы в Государственную думу (1993) Выборы в Совет Федерации (1993) Выборы в Государственную думу (1995) Президентские выборы (1996)                     |
| 2 | Александр Владимирович Иванченко |             | Борис Ельцин                                   | 14 ноября 1996   | 24 марта 1999    | |
| 3 | Александр Альбертович Вешняков   |             | Борис Ельцин Владимир Путин                    | 24 марта 1999    | 26 марта 2007    | Выборы в Государственную думу (1999) Президентские выборы (2000) Выборы в Государственную думу (2003) Президентские выборы (2004)                                                                              |
| 4 | Владимир Евгеньевич Чуров        |             | Владимир Путин Дмитрий Медведев Владимир Путин | 27 марта 2007    | 27 марта 2016    | Выборы в Государственную думу (2007) Президентские выборы (2008) Выборы в Государственную думу (2011) Президентские выборы (2012)                                                                              |
| 5 | Элла Александровна Памфилова     |             | Владимир Путин                                 | 28 марта 2016    | настоящее время  | Выборы в Государственную думу (2016) Президентские выборы (2018) Общероссийское голосование по поправкам к Конституции России (2020) Выборы в Государственную думу (2021) Президентские выборы в России (2024) |

## Составы ЦИК России

### Состав ЦИК России (2016—2021)
- Памфилова Элла Александровна — Председатель (от президента)
- Кинёв Александр Юрьевич (от президента, Яблоко)
- Лихачёв, Василий Николаевич (от президента, освобождён от должности 22 сентября 2018 года)
- Шевченко Евгений Александрович (от президента)
- Эбзеев Борис Сафарович (от президента)
- Левичев Николай Владимирович (от Госдумы; «Справедливая Россия»),
- Колюшин Евгений Иванович (от Госдумы; КПРФ)
- Сироткин Сергей Никанорович (от Госдумы; ЛДПР),
- Крюков Валерий Александрович (от Госдумы)
- Гальченко Валерий Владимирович (от Госдумы; Единая Россия)
- Лопатин Антон Игоревич (от Совета Федерации)
- Гришина, Майя Владимировна (от Совета Федерации)
- Шапиев Сиябшах Магомедович (от Совета Федерации)
- Клюкин Александр Николаевич (от Совета Федерации)
- Булаев Николай Иванович (от Совета Федерации)

### Состав ЦИК России (2021—2026)
- Памфилова Элла Александровна — Председатель (от президента)
- Андреев Павел Викторович — от президента
- Борисов Игорь Борисович — от президента
- Бударина Наталья Алексеевна — от президента
- Шутов, Андрей Юрьевич — от президента
- Лопатин Антон Игоревич — (от Госдумы)
- Левичев Николай Владимирович (от Госдумы; «Справедливая Россия»),
- Колюшин Евгений Иванович (от Госдумы; КПРФ)
- Курдюмов, Александр Борисович — (от Госдумы; ЛДПР)
- Мазуревский Константин Сергеевич — (от Госдумы)
- Булаев Николай Иванович — заместитель Председателя (от Совета Федерации)
- Эбзеев Борис Сафарович (от Совета Федерации)
- Шевченко Евгений Александрович (от Совета Федерации)
- Маркина Людмила Леонидовна (от Совета Федерации)
- Хаймурзина, Эльмира Абдулбариевна (от Совета Федерации)

## Функции
Центральная избирательная комиссия Российской Федерации:
- осуществляет контроль за соблюдением избирательных прав и права на участие в референдуме граждан Российской Федерации;
- организует разработку нормативов технологического оборудования (кабины для голосования, ящики для голосования) для участковых комиссий, утверждает указанные нормативы и осуществляет контроль за их соблюдением, а также организует размещение заказа на производство этого технологического оборудования при проведении выборов в федеральные органы государственной власти, референдума Российской Федерации;
- обеспечивает реализацию мероприятий, связанных с подготовкой и проведением выборов, референдумов, развитием избирательной системы в Российской Федерации, внедрением, эксплуатацией и развитием средств автоматизации, правовым обучением избирателей, профессиональной подготовкой членов комиссий и других организаторов выборов, референдумов, изданием необходимой печатной продукции;
- осуществляет меры по организации единого порядка распределения эфирного времени и печатной площади между зарегистрированными кандидатами, избирательными объединениями для проведения предвыборной агитации, между инициативной группой по проведению референдума и иными группами участников референдума для проведения агитации по вопросам референдума, установления итогов голосования, определения результатов выборов, референдумов, а также порядка опубликования (обнародования) итогов голосования и результатов выборов, референдумов, в том числе в информационно-телекоммуникационной сети общего пользования «Интернет»;
- осуществляет меры по организации финансирования подготовки и проведения выборов, референдумов, распределяет выделенные из федерального бюджета средства на финансовое обеспечение подготовки и проведения выборов, референдума, контролирует целевое использование указанных средств;
- оказывает правовую, методическую, организационно-техническую помощь комиссиям;
- осуществляет международное сотрудничество в области избирательных систем;
- заслушивает сообщения федеральных органов исполнительной власти, органов исполнительной власти субъектов Российской Федерации и органов местного самоуправления по вопросам, связанным с подготовкой и проведением выборов в федеральные органы государственной власти и референдума Российской Федерации;
- устанавливает нормативы, в соответствии с которыми изготавливаются списки избирателей, участников референдума и другие избирательные документы, а также документы, связанные с подготовкой и проведением референдума;
- рассматривает жалобы (заявления) на решения и действия (бездействие) нижестоящих комиссий и принимает по указанным жалобам (заявлениям) мотивированные решения;
- осуществляет иные полномочия в соответствии с настоящим Федеральным законом, иными федеральными законами.

## Изменение формы и процедур проведения голосования
- В 2021 году на выборах в Госдуму голосование будет проходить три дня[6]
- Также в 2021 году на выборах в Госдуму видеотрансляции с избирательных участков не будет в общем доступе[6].

## Российский центр обучения избирательным технологиям при Центральной избирательной комиссии Российской Федерации
Учреждение, подведомственное Центральной избирательной комиссии Российской Федерации.
Центр создан 1 ноября 1994 г. для решения задач по организации и координации обучения всех участников избирательного процесса в Российской Федерации, а также повышения уровня правовой культуры граждан. Является единственной организацией, уполномоченной на решение данных задач, в Российской Федерации. С 2015 года в составе Центра действует филиал в Республике Крым и городе Севастополе.
С 2008 года РЦОИТ при ЦИК России совместно с научно-техническим центром «Поиск-ИТ» занимался разработкой и внедрением специализированного программного комплекса для мониторинга средств массовой информации с целью обеспечения равного распределения эфирного времени среди кандидатов и партий, соблюдения порядка опубликования результатов выборов и своевременного пресечения нарушений в данной сфере. По оценкам экспертов, несмотря на бесперспективность применения данной системы в отношении избирательного процесса в иностранных государствах, она остается крайне востребованной для обеспечения законности выборов в самой России.
В 2018 году формат проведения среди студентов, аспирантов и молодых преподавателей Всероссийского конкурса на лучшую работу по вопросам избирательного права и процесса претерпел значительные изменения, а сам конкурс получил название «Атмосфера». С 2019 года изменились и правила проведения Всероссийской олимпиады «Софиум» среди учеников 9-11 классов.
Также в 2019 году был перезапущен официальный Youtube-канал под названием «Просто о выборах», содержащий образовательные и просветительские материалы по избирательной тематике.
В конце 2019 года издаваемый Центром научный журнал «Гражданин. Выборы. Власть» был включен в Перечень рецензируемых научных изданий решением Президиума ВАК.
Одним из постоянных направлений просветительской работы с молодежью является проведение ознакомительных экскурсий по зданию Центральной избирательной комиссии Российской Федерации.
Существующие оценки результатов деятельности Центра значительно менялись с течением времени: если в середине 2017 года эксперты сходились во мнении относительно общей неэффективности работы данной государственной структуры, то к концу 2019 года независимые наблюдатели напрямую связывали снижение нарушений в избирательных комиссиях различного уровня с действиями РЦОИТ при ЦИК России.
27 октября 2020 года Российский центр обучения избирательным технологиям Получил лицензию Департамента науки и образования города Москвы на осуществление образовательной деятельности. Новый статус предполагает выдачу удостоверения о повышении квалификации по результатам прохождения соответствующей программы членам избирательных комиссий. Кроме того, предусмотрено обучение и других участников избирательного процесса, в первую очередь, представителей политических партий и СМИ, которым будут выдаваться сертификаты о прохождении курса. Эти возможности планируется использовать при подготовке организаторов выборов и иных участников избирательного процесса к предстоящей федеральной кампании по выборам депутатов Государственной Думы VIII созыва. В ходе обучения, которое стартовало в феврале 2021 года, упор сделан как на разборе новелл избирательного законодательства, в том числе новых форм голосования, так и на методах обеспечения комфортной психологической обстановки на избирательном участке.
Наиболее масштабная кампания по подготовке организаторов выборов включала обучение членов окружных, территориальных и участковых избирательных комиссий в течение соответственно июня, июля и августа 2021 года. Дистанционный учебный курс, освещающий все этапы работы избирательных комиссий в дни голосования, включает в себя тестирование, по итогам успешного прохождения которого предполагается автоматическая выдача сертификатов всем участникам.

## Международные санкции
6 октября 2022 года, на фоне вторжения России на Украину, ЦИК внесена в санкционный список всех стран Европейского союза:

ЦИК несет ответственность за организацию незаконных референдумов в оккупированных регионах Украины поэтому несёт ответственность за поддержку и реализацию действий и политики, которые подрывают или угрожают территориальной целостности, суверенитету и независимости Украины.— «Официальный журнал Европейского союза», Брюссель, 6 октября 2022 года
С 11 октября 2022 года госорган находится под санкциями Швейцарии. С 9 декабря 2022 года находится под санкциями Соединенных Штатов Америки за фиктивные референдумы, проведенные на оккупированных Россией территориях, «которые изобиловали случаями явного принуждения и запугивания избирателей». С 12 декабря 2022 года находится под санкциями Канады «за грубые нарушения прав человека». С 22 апреля 2023 года под санкциями Украины. 29 сентября 2023 года, в ответ на фиктивные российские выборы на оккупированных территориях Украины, ЦИК включена в санкционный список Великобритании как государственное учреждение, организовавшее фиктивные выборы и прошлогодние референдумы на контролируемых территориях Украины.